# قرية مهتابي
 مَهتابی  بالفارسية (روستاى مَهتابی) قرية كبيرة تتبع البلدة المركزية (بالفارسية: بخش مرکزی شهرستان بندر لنگه) من توابع مدينة لنجة وتقع في محافظة هرمزگان في جنوب إيران. تقع على مسافة متر واحد شرق قرية بركة سفلين. تضم القرية مركز لشرطة المرور المسمى بـ:(ژاندارمری).

## حدود قرية مَهتابی
حدود قرية مَهتابی: من الشمال: الطريق الرئيسي الذي يربط مدينة لنجة بـمدينة بندر عباس.، ومن الجنوب الخليج العربي، ومن الغرب قرية بركة سفلين، ومن الشرق تنتهي بقرية سايه‌خوش.

## السكان
يبلغ عدد سكان القرية حسب تعداد السكان لعام 2006 للميلاد، (120) نسمه تشكل (30 عائلة)، من أهل السنة والجماعة وعلى المذهب الشافعي. ويتكلمون الفارسية باللهحة المحلية، لهم مسجد، ومدرسه، وعيادة صحية صغيرة، وعدد كبير من البرك لحفظ مياه الأمطار، يمتهن السكان بالزراعة، وتربية المواشي والأغنام، وصيد الأسماك. في القرية حوالى 500 نخلة مثمرة واراضى زراعية خصبة لزراعة البر والشعير.